# Ghosttown

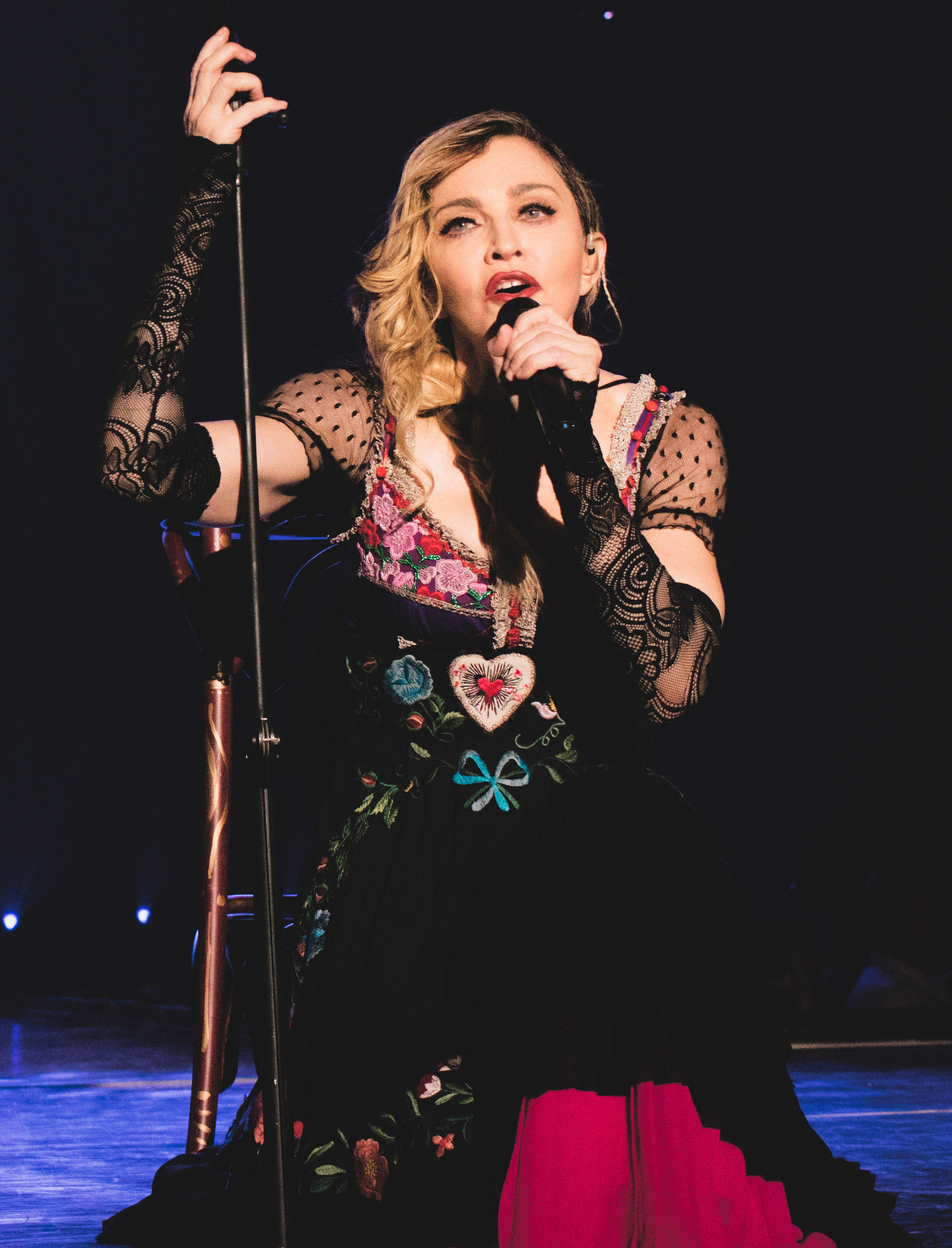
Madonna podczas wykonywania piosenki Ghosttown na trasie Rebel Heart Tour (2015-2016)

Ghosttown – utwór amerykańskiej wokalistki Madonny pochodzący z albumu Rebel Heart (2015) i zarazem drugi promujący go singiel wydany 13 marca 2015 roku. Piosenka odniosła umiarkowany sukces komercyjny na całym świecie i była najczęściej granym w radiach utworem promującym album Rebel Heart.

## Autorzy i twórcy
- Madonna - wokal, autor tekstu, producent
- Billboard - producent
- Evan Bogart - autor tekstu
- Sean Douglas - autor tekstu
- Jason Evigan - autor tekstu, producent, chórki

## Listy przebojów i certyfikaty
| Kraj       | Lista                                | Rok  | Najwyższa pozycja |
| ---------- | ------------------------------------ | ---- | ----------------- |
| Węgry      | (Rádiós Top 40)                      | 2015 | 16                |
| Węgry      | (Single Top 40)                      | 2015 | 17                |
| Belgia     | (Ultratip Flanders)                  | 2015 | 6                 |
| Belgia     | (Ultratip Wallonia)                  | 2015 | 3                 |
| Kanada     | AC (Billboard)                       | 2015 | 40                |
| Finlandia  | (Suomen virallinen latauslista)      | 2015 | 14                |
| Francja    | (SNEP)                               | 2015 | 34                |
| Niemcy     | (Official German Charts)             | 2015 | 34                |
| Włochy     | (FIMI)                               | 2015 | 20                |
| Rosja      | (Tophit) - Airplay                   | 2015 | 117               |
| Szkocja    | (Official Charts Company)            | 2015 | 86                |
| Hiszpania  | (PROMUSICAE)                         | 2015 | 41                |
| Szwecja    | (DigiListan)                         | 2015 | 20                |
| Szwajcaria | (Schweizer Hitparade)                | 2015 | 39                |
| Anglia     | (Official Charts Company) - Sprzedaż | 2015 | 117               |
| Anglia     | (Official Charts Company) - Download | 2015 | 65                |
| Anglia     | (Official Charts Company) - Airplay  | 2015 | 17                |
| USA        | Dance Club Songs (Billboard)         | 2015 | 1                 |

| Kraj   | Certyfikat | Sprzedaż |
| ------ | ---------- | -------- |
| Włochy | Platyna    | 50,000   |

## Historia wydania
| Kraj      | Data           | Format                     | Wytwórnia  |
| --------- | -------------- | -------------------------- | ---------- |
| Włochy    | March 13, 2015 | Contemporary hit radio     | Interscope |
| Australia | March 20, 2015 | Contemporary hit radio     | Universal  |
| Anglia    | April 20, 2015 | Contemporary hit radio     | Polydor    |
| Niemcy    | April 24, 2015 | CD single                  | Universal  |
| Francja   | April 27, 2015 | CD single                  | Polydor    |
| USA       | May 18, 2015   | Digital download (Remixes) | Interscope |